# Demer
Demer är ett vattendrag i Belgien.   Det ligger i regionen Flandern, i den centrala delen av landet, 28 km nordost om huvudstaden Bryssel.
I omgivningarna runt Demer växer i huvudsak blandskog. Runt Demer är det tätbefolkat, med 319 invånare per kvadratkilometer.